# Orgel der Dorpskerk Harkstede
Die Orgel der Dorpskerk Harkstede in der Gemeinde Midden-Groningen in der niederländischen Provinz Groningen wurde im Jahr 1696 von Arp Schnitger gebaut. Sie verfügte ursprünglich über acht Register auf einem Manual und hat heute neun Register und ein angehängtes Pedal. Das Unterwerk ist als Attrappe in der Emporenbrüstung eingebaut und verleiht der kleinen Orgel ein repräsentativeres Aussehen. Gehäuse, Prospekt und fünf Register sind ganz oder teilweise erhalten. Sie ähnelt den Instrumenten in Blankenhagen (1687), Eenum (1704) und Godlinze (1704). Von allen Schnitger-Orgeln im Groninger Land zeigt nur die in Harkstede das ursprüngliche holzsichtige Aussehen des Eichengehäuses.

## Baugeschichte

### Neubau durch Schnitger 1696
Schnitger baute für die neu errichtete Harksteder Kirche im Jahr 1696 eine Brüstungsorgel mit acht Registern. Das Instrument ist in einem Rundbogen errichtet, der in einer spitzbogigen Nische eingelassen ist. Die Orgel war hinterspielig und besaß ursprünglich kein Pedal, da die Balganlage im Untergehäuse eingebaut war. Für den Arbeitsraum mit Bibliothek hinter der Orgel des Stifters und Patronatsherren Henrik Piccardt schuf Schnitger 1702 eine kleine Hausorgel.
Dirk Lohman reparierte die Orgel im Jahr 1794, baute zwei neue Keilbälge und ergänzte eine angehängte Pedalklaviatur.
Das Unterwerk wird in der Emporenbrüstung von zwei geschnitzten Wappen von Hendrik Piccardt und seiner Frau flankiert, die das Patronatsrecht innehatten. Der Prospektaufbau ist an die Orgel der Dorfkirche Blankenhagen angelehnt. Das Unterteil in der Brüstung ist dreiteilig und flach. Das Mittelfeld wird von zwei doppelgeschossigen Flachfeldern umgeben, die durch eine profilierte Kämpferleiste geteilt werden. Das klingende Manualwerk im oberen Teil ist fünfachsig gegliedert und hat einen überhöhten, polygonalen Mittelturm und zwei spitze Seitentürme, die auf geschwungenen Konsolen mit Rankenwerk ruhen. Zwischen den Türmen vermitteln doppelgeschossige Flachfelder, die genau über den unteren Flachfeldern angeordnet sind. Alle Pfeifenfelder schließen unten und oben mit etwas Schleierwerk ab. Ober- und Untergesims des Manualwerks sind profiliert. Das Schnitzwerk neben dem Mittelturm  und die schmalen Seitenflügel zeigen durchbrochene Akanthusranken, die bei den Seitenflügeln in musizierende Putti enden. Vermutlich geht das Schnitzwerk, das aufgrund der beengten Platzverhältnisse sparsamer als bei den vergleichbaren Orgeln angebracht ist, auf Allert Meijer und Jan de Rijk zurück.
Anhand einer Dispositionssammlung von Gerhard Wilhelm Lohmann von etwa 1835 kann die ursprüngliche Disposition rekonstruiert werden:
| I Manual C–    |    |
| Holpijp        | 8′ |
| Praestant      | 4′ |
| Fluit          | 4′ |
| Quint          | 3′ |
| Octaaf         | 2′ |
| Woudfluit      | 2′ |
| Mixtuur III–IV |    |
| Regal          | 8′ |

### Umbau durch Eertman 1907
Marten Eertman aus Noordwolde beseitigte das Innenwerk Schnitgers und stellte hinter das Gehäuse eine neue Windlade mit Klaviatur und Traktur sowie eine Balganlage im Stil seiner Zeit. Die Disposition wurde mit zugekauften Registern erweitert. Seine Orgel verfügte über neun Register unter Einbeziehung von vier Schnitger-Registern, deren Intonation wenig verändert wurde. Die originalen Prospektpfeifen wurden stillgelegt und sind erhalten.
Während alle anderen Schnitger-Orgeln heute grundlegend restauriert sind (nur in der Groninger Aa-kerk wurde der gewachsene Zustand bewahrt), steht eine Restaurierung der Orgel in Harkstede noch aus. Seit 2022 wird die Orgel rekonstruiert, wobei zwei Instrumente entstehen sollen: eine rekonstruierte Schnitger-Orgel im originalen Gehäuse mit völlig neuem Innenwerk und eine Eertman-Orgel in ihrem gewachsenen Zustand einschließlich der erhaltenen Schnitger-Register.

## Disposition seit 1907
| I Manual C–f3 |     |     |
| Praestant     | 8′  | E   |
| Bourdon       | 16′ | E   |
| Holpyp        | 8′  | S/E |
| Aeoline       | 8′  | E   |
| Praestant     | 4′  | S   |
| Octaaf        | 4′  | E   |
| Fluit travers | 4′  | E   |
| Quint         | 3′  | S/E |
| Woudfluit     | 2′  | S/E |
| Mixtuur III D |     | S/E |

| Pedal C–a |  |   |
| angehängt |  | E |

- Tremulant, Windlosser

Anmerkungen
S = Schnitger (1696)
E = Eertman (1907)

## Technische Daten
- 9 Register, 11 Pfeifenreihen.
- Windversorgung:

  - Blasbälge: 1 Magazinbalg (Eertman)
  - Winddruck: 80 mmWS
- Windlade (Eertman)
- Traktur:
  - Klaviatur (Eertman)
  - Tontraktur: Mechanisch
  - Registertraktur: Mechanisch
- Stimmung:
  - Gleichstufige Stimmung
  - Tonhöhe: a1 = 440 Hz